# Lupinus wilkesianus
Lupinus wilkesianus är en ärtväxtart som beskrevs av Charles Piper Smith. Lupinus wilkesianus ingår i släktet lupiner, och familjen ärtväxter. Inga underarter finns listade i Catalogue of Life.